# Lake Woytchugga
Lake Woytchugga är en sjö i Australien. Den ligger i delstaten New South Wales, i den sydöstra delen av landet, omkring 780 kilometer väster om delstatshuvudstaden Sydney. Lake Woytchugga ligger 78 meter över havet. Arean är 0,11 kvadratkilometer. Den sträcker sig 0,6 kilometer i nord-sydlig riktning, och 0,4 kilometer i öst-västlig riktning.
Omgivningarna runt Lake Woytchugga är i huvudsak ett öppet busklandskap. Trakten runt Lake Woytchugga är nära nog obefolkad, med mindre än två invånare per kvadratkilometer. Genomsnittlig årsnederbörd är 301 millimeter. Den regnigaste månaden är februari, med i genomsnitt 69 mm nederbörd, och den torraste är oktober, med 1 mm nederbörd.